# New Madison (Ohio)
New Madison es una villa ubicada en el condado de Darke en el estado estadounidense de Ohio. En el Censo de 2010 tenía una población de 892 habitantes y una densidad poblacional de 840,01 personas por km².

## Geografía
New Madison se encuentra ubicada en las coordenadas 39°58′4″N 84°42′29″O / 39.96778, -84.70806. Según la Oficina del Censo de los Estados Unidos, New Madison tiene una superficie total de 1.06 km², de la cual 1.06 km² corresponden a tierra firme y (0%) 0 km² es agua.

## Demografía
Según el censo de 2010, había 892 personas residiendo en New Madison. La densidad de población era de 840,01 hab./km². De los 892 habitantes, New Madison estaba compuesto por el 97.76% blancos, el 0.67% eran afroamericanos, el 0.11% eran amerindios, el 0.34% eran asiáticos, el 0% eran isleños del Pacífico, el 0.45% eran de otras razas y el 0.67% pertenecían a dos o más razas. Del total de la población el 0.9% eran hispanos o latinos de cualquier raza.